# Alison Wolf
Alison Margaret Wolf (née le 31 octobre 1949) est une économiste britannique, universitaire et pair à vie. Elle est professeur à la chaire Sir Roy Griffiths de gestion du secteur public au King's College de Londres, directrice du Centre international de recherche sur les politiques universitaires, King's Policy Institute et directrice du programme de maîtrise ès sciences de l'université en politique et gestion du secteur public.

## Jeunesse et éducation
Wolf est née le 31 octobre 1949. Elle fait ses études à l'Oxford High School, une école indépendante pour filles à Oxford, en Angleterre. Elle étudie à l'Université de Neuchâtel et au Somerville College, à Oxford.

## Carrière
Au début de sa carrière, elle séjourne aux États-Unis en tant qu'analyste des politiques pour le gouvernement. Elle travaille de nombreuses années à l'Institute of Education de l'Université de Londres où elle est professeur invité. Elle est membre du Comité consultatif pour l'éducation de la Chambre des communes du Royaume-Uni et membre du conseil de l'Université des Nations unies. Elle écrit fréquemment des articles dans la presse britannique et anime une émission sur BBC Radio 4. Elle est membre de l'International Accounting Education Standards Board et travaille comme consultante pour la Commission européenne, le Bar Council, l'OCDE, le Royal College of Surgeons et les ministères de l'Éducation de la Nouvelle-Zélande, de la France et de l'Afrique du Sud.
Wolf étudie l'interface entre les établissements d'enseignement et les marchés du travail. Elle s'intéresse également aux études de performance, à l'enseignement des mathématiques, à la formation, à l'enseignement supérieur et à l'emploi dans le secteur de la santé.
Dans son livre, L'éducation est-elle importante ? Mythes sur l'éducation et la croissance économique, elle remet en question l'opinion répandue selon laquelle des dépenses publiques plus élevées pour l'éducation augmenteraient la croissance économique. Au lieu de cela, la causalité fonctionne dans la direction opposée. Pour l'individu, les compétences cruciales sur le marché du travail sont principalement les compétences mathématiques et linguistiques qui sont enseignées à l'école. Elle recommande donc d'investir dans l'enseignement primaire et secondaire plutôt que dans l'enseignement supérieur. En 2013, son livre The XX Factor est publié par Profile Books.
Le 21 octobre 2014, elle est nommée pair à vie Crossbencher, sur proposition du Premier ministre. Elle est créée baronne Wolf de Dulwich, de Dulwich dans le Borough londonien de Southwark le 2 décembre 2014.

## Vie privée
Wolf est mariée au journaliste économique Martin Wolf. Ils ont trois enfants ensemble, deux garçons et une fille,.
Elle est nommée Commandeur de l'Ordre de l'Empire britannique (CBE) lors des honneurs d'anniversaire de 2012 pour services rendus à l'éducation. Elle est membre honoraire du Somerville College, Oxford.

## Publications
- Convergence and Divergence in European Education and Training Systems (with Green, A. and Leney, T.), Institute of Education (1999).
- Does Education Matter?: Myths About Education and Economic Growth, Penguin (2002).
- An Adult Approach to Further Education: How to Reverse the Destruction of Adult and Vocational Education, Institute of Economic Affairs (2009).
- Improving skills at work (with Evans, K.), Routledge (2010).
- The Wolf report  - Review of Vocational Education, UK Department for Education (2011)[10].
- The XX Factor - published by Profile Books[5].